# Тарнава (Бохенський повіт)
Тарнава (пол. Tarnawa) — село в Польщі, у гміні Лапанув Бохенського повіту Малопольського воєводства.
Населення — 731 особа (2011).
У 1975-1998 роках село належало до Тарновського воєводства.

## Демографія
Демографічна структура станом на 31 березня 2011 року:
|          | Загалом | Допрацездатний вік | Працездатний вік | Постпрацездатний вік |
| -------- | ------- | ------------------ | ---------------- | -------------------- |
| Чоловіки | 384     | 82                 | 270              | 32                   |
| Жінки    | 347     | 72                 | 197              | 78                   |
| Разом    | 731     | 154                | 467              | 110                  |